# كارول فران
كارول فران (بالإنجليزية: Carol Fran)‏ هي كاتبة أغاني ومغنية وعازفة بيانو أمريكية، ولدت في 23 أكتوبر 1933 في لافاييت في الولايات المتحدة.

## وصلات خارجية
- كارول فران على موقع IMDb (الإنجليزية)
- كارول فران على موقع ميوزك برينز (الإنجليزية)
- كارول فران على موقع أول ميوزيك (الإنجليزية)
- كارول فران على موقع ديسكوغز (الإنجليزية)